# Jhenaidah
Jhenaidah est un district du Bangladesh. Il est situé dans la division de Khulna. La ville principale est Jhenaidah.

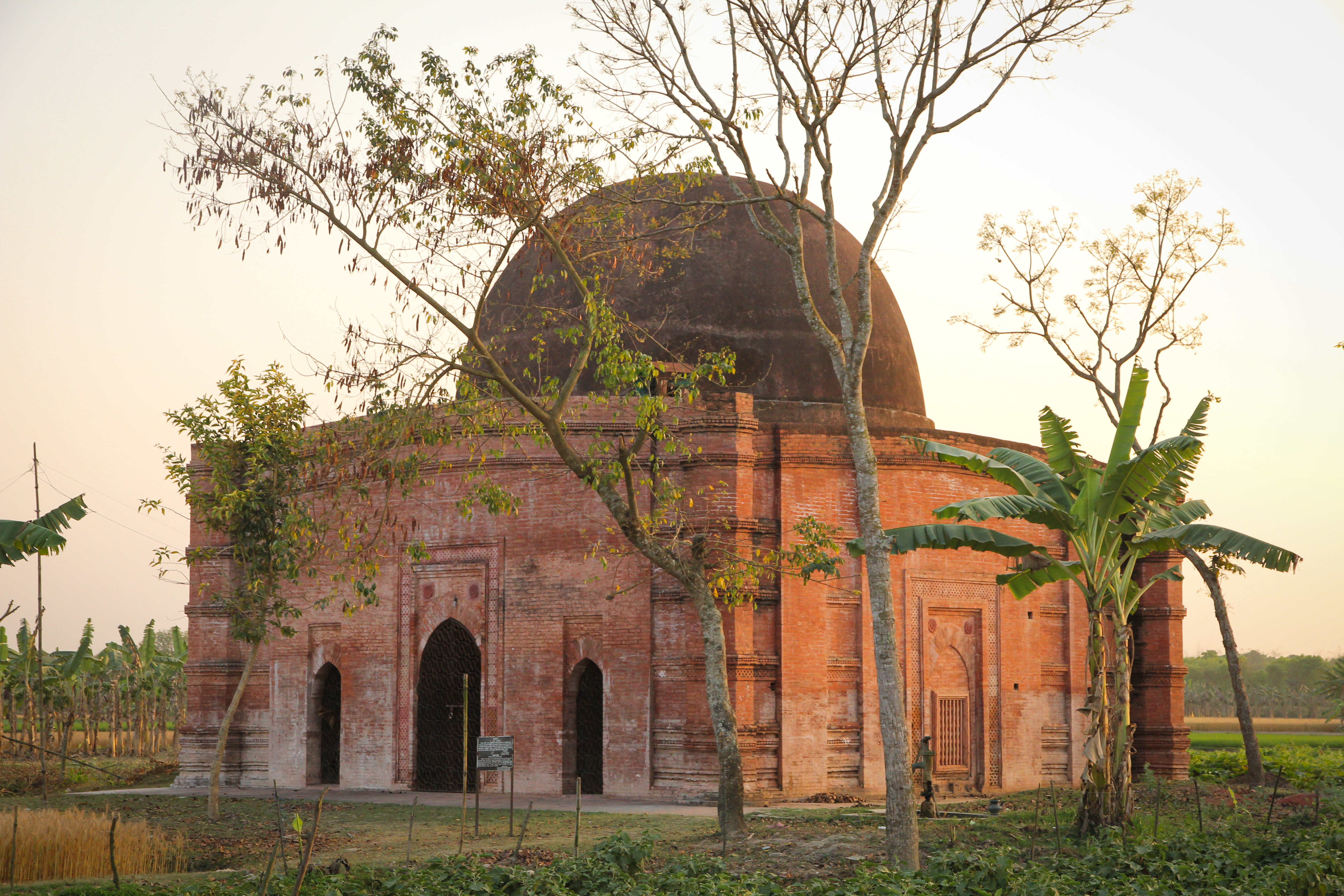
Mosquée Jhenaidah NunGola